# Milena Mijalković Nikolić
Milena Mijalković Nikolić (Pirot, 1923 – 2015) bila je srpska slikarka, istoričarka umetnosti, likovni kritičar, pozornišna radnica, profesorka i umetnički stvaralac u pirotskom kraju.

## Biografija
Diplomirala je na grupi za slikarstvo na Višoj pedagoškoj školi u klasi profesora Ante Abramovića i istoriju umetnosti na Filozofskom fakultetu u Beogradu.
Radila je kao likovni pedagog u Učiteljskoj školi i Gimnaziji u Pirotu. Sa uspehom je rukovodila likovnom sekcijom, dramskom i recitatorskom. Petnaest godina je radila u Narodnom pozorištu u Pirotu kao rediteljka, glumica, scenografkinja i kostimografkinja. Završila je kurseve dr Huga Klajna, izuzetnog teatrologa, zatim Predraga Miloševića, muzikologa, Milice Babić Jovanović, kostimografkinje, Raše Plaovića, izuzetnog srpskog glumca i poznavaoca dikcije, kulture govora i teorije glume.
Otvorila je veliki broj izložbi poznatih slikara, vajara i umetnika primenjene umetnosti. Napisala je veliki broj likovnih kritika i osvrta objavljenih u pirotskom nedeljnom listu Sloboda, zatim u časopisu Likovni život, Pirotskom zborniku i monografijama pojedinih umetnika.
Učesnik je Studijskih putovanja i kongresa dečijeg stvaralaštva mladih celog sveta: Pariz, Beč, Prag, Atina i Opatija. Upoznala je galerije i muzeje u metropolama Italije, Grčke, Mađarske, Rumunije, Bugarske, Poljske, SSSR-a, Španije, Portugalije, Holandije, Belgije, Nemačke, Turske, Egipta, Kande, SAD-a.

## Nagrade i priznanja
Za rad u oblasti kulturno-umetničkog rada dobila je Orden rada sa srebrnim vencem 1975. godine. Dobitnica je Priznanja na Međunarodnoj izložbi minijatura u Torontu 1987. godine, Godišnje nagrade Društva likovnih umetnika i pedagoga Pirota 1989. godine. Priznanja Narodnog pozorišta u Pirotu za doprinos razvitku pozorišne umetnosti,Priznanja sa medaljom povodom 28. decembra za oblast kulture 2005. godine.
Godine 2007. godine deset svojih ulja i akvarela poklonila je Galeriji „Čedomir Krstić“ u Pirotu i tako postala i legator.

## Samostalne izložbe
- Foaje Narodnog pozorišta Pirot , 1955.
- Sala Narodne biblioteke, Pirot, 1977.
- Galerija Muzeja Ponišavlja, Pirot 1986.
- Narodni Muzejm, Prokuplje, 1987.
- Likovni klub, Goražde, 1987.
- Dom kulture, Kalinovik, 1987.
- Dom kulture, Pljevlja, 1987.
- Dom kulture, Mojkovac, 1987.
- Dom kulture, Prijepolje, 1987.
- Dom kulture, Priboj, 1987.
- Dom kulture, Kolašin, 1987.
- Galerija Pirot, Pirot, 1993.
- Galerija Kolarčeve zadužbine, Beograd, 1994.
- Centar za kulturu, Dimitrovgrad, 1996.
- Muzej rudarstva, Bor, 1997.
- Dom kulture, Knjaževac, 1997.
- Obrazovni centar Lingua, Pirot, 2002.
- Galerija Čedomir Krstić, Pirot, 2005.
- Galerija Čedomir Krstić, Pirot, 2014.[6]

## Kolektivne izložbe
- Pirot, 1955, 1957, 1958, 1964.
- Niš, 1963.
- Novi Sad, 1964.
- Galerija Moša Pijade, Zagreb 1985.
- Prokuplje, Niš, Leskovac, 1985.
- , Mihajlovgrad, NR Bugarska, 1986.

## Spoljašnje Veze
- RTS/Život za umetnost